# Rolf Götz (Historiker)
Rolf Götz (* 28. Januar 1946 in Kirchheim unter Teck; † 22. Januar 2013 ebenda) war ein deutscher Gymnasiallehrer und Landeshistoriker.

## Leben
Rolf Götz studierte an der Universität Tübingen. Zulassungsarbeit (1969): „Apostolat oder Selbstheiligung? Zur Frage der Seelsorge in den Anfängen der Kanonikerreform“ bei Horst Fuhrmann. Nach dem Studium leistete er ein Referendariat in Rottweil und unterrichtete dann am Mörike-Gymnasium Esslingen. Von 1986 bis zur Pensionierung 2009 war er am Schlossgymnasium Kirchheim unter Teck tätig. 2007 kehrte er kurzzeitig an die Universität Tübingen zurück und promovierte dort zum Dr. phil. Sein wissenschaftlicher Nachlass (61 Ordner) befindet sich im Stadtarchiv Kirchheim.

## Schriften (Auswahl)
- Der Freihof in Kirchheim unter Teck. Die Geschichte eines alten Adelssitzes und seiner Bewohner. Kirchheim unter Teck 1989, OCLC 75124508.
- Die Sibylle von der Teck. Die Sage und ihre Wurzeln im Sibyllenmythos. Kirchheim unter Teck 1999, ISBN 3-925589-23-6.
- mit Christoph Bizer: Die Thietpoldispurch und die Burgen der Kirchheimer Alb. Neue Methoden und Ergebnisse der Burgenforschung. Kirchheim unter Teck 2004, ISBN 3-925589-35-X.
- Wege und Irrwege frühneuzeitlicher Historiographie. Genealogisches Sammeln zu einer Stammfolge der Herzöge von Teck im 16. und 17. Jahrhundert. Ostfildern 2007, ISBN 978-3-7995-5508-1.
- Die Herzöge von Teck. Herzöge ohne Herzogtum. Kirchheim unter Teck 2009, ISBN 978-3-925589-49-2.